# マーク・ボーチェック
マーク・ボーチェック（Mark Bocek、1981年10月24日 - ）は、カナダの男性柔術家、総合格闘家。オンタリオ州トロント出身。トリスタージム所属。マーク・ボセックとも表記される。

## 来歴
2004年2月28日、TKOでプロ総合格闘技デビュー。
2007年、アブダビコンバット北米予選77kg未満級で優勝。

### UFC
2007年7月7日、UFC初参戦となったUFC 73でフランク・エドガーと対戦し、パウンドでTKO負け。12月29日、UFC 79でダグ・エヴァンスと対戦し、3-0の判定勝ちでUFC初勝利となった。
2008年4月19日、UFC 83でマック・ダンジグと対戦し、チョークスリーパーで一本負け。11月15日、UFC 91でアルヴィン・ロビンソンと対戦し、チョークスリーパーで一本勝ち。
2009年4月18日、UFC 97でデビッド・ベルクヘーデンと対戦し、チョークスリーパーで一本勝ち。12月5日、The Ultimate Fighter: Heavyweights Finaleでジョー・ブラマーと対戦し、チョークスリーパーで一本勝ち。サブミッション・オブ・ザ・ナイトを受賞した。
2010年3月27日、UFC 111でジム・ミラーと対戦し、0-3の判定負け。
2010年12月11日、地元・カナダで開催されたUFC 124でダスティン・ヘイズレットと対戦し、マウントからの三角絞めにより一本勝ち。サブミッション・オブ・ザ・ナイトを受賞した。
2014年4月16日、カナダで開催されたUFC Fight Night: Bisping vs. Kennedyでマイク・デ・ラ・トアーと対戦し、2-1の判定勝ち。試合後に薬物検査や女子格闘技への不満を理由に引退を表明した。

## 戦績
| 総合格闘技 戦績 | 総合格闘技 戦績 | 総合格闘技 戦績 | 総合格闘技 戦績 | 総合格闘技 戦績 | 総合格闘技 戦績 | 総合格闘技 戦績 |
| --------------- | --------------- | --------------- | --------------- | --------------- | --------------- | --------------- |
| 17 試合         | (T)KO           | 一本            | 判定            | その他          | 引き分け        | 無効試合        |
| 12 勝           | 1               | 7               | 4               | 0               | 0               | 0               |
| 5 敗            | 1               | 1               | 3               | 0               | 0               | 0               |

| 勝敗 | 対戦相手                     | 試合結果                   | 大会名                                    | 開催年月日     |
| ○    | マイク・デ・ラ・トアー       | 5分3R終了 判定2-1          | UFC Fight Night: Bisping vs. Kennedy      | 2014年4月16日  |
| ×    | ハファエル・ドス・アンジョス | 5分3R終了 判定0-3          | UFC 154: St-Pierre vs. Condit             | 2012年11月17日 |
| ○    | ジョン・アレッシオ           | 5分3R終了 判定3-0          | UFC 145: Jones vs. Evans                  | 2012年4月21日  |
| ○    | ニック・レンツ               | 5分3R終了 判定3-0          | UFC 140: Jones vs. Machida                | 2011年12月10日 |
| ×    | ベン・ヘンダーソン           | 5分3R終了 判定0-3          | UFC 129: St-Pierre vs. Shields            | 2011年4月30日  |
| ○    | ダスティン・ヘイズレット     | 1R 2:33 三角絞め           | UFC 124: St-Pierre vs. Koscheck 2         | 2010年12月11日 |
| ×    | ジム・ミラー                 | 5分3R終了 判定0-3          | UFC 111: St-Pierre vs. Hardy              | 2010年3月27日  |
| ○    | ジョー・ブラマー             | 1R 3:36 チョークスリーパー | The Ultimate Fighter: Heavyweights Finale | 2009年12月5日  |
| ○    | デビッド・ベルクヘーデン     | 1R 4:57 チョークスリーパー | UFC 97: Redemption                        | 2009年4月18日  |
| ○    | アルヴィン・ロビンソン       | 3R 3:16 チョークスリーパー | UFC 91: Couture vs. Lesnar                | 2008年11月15日 |
| ×    | マック・ダンジグ             | 3R 3:48 チョークスリーパー | UFC 83: Serra vs. St-Pierre 2             | 2008年4月19日  |
| ○    | ダグ・エヴァンス             | 5分3R終了 判定3-0          | UFC 79: Nemesis                           | 2007年12月29日 |
| ×    | フランク・エドガー           | 1R 4:55 TKO（パウンド）    | UFC 73: Stacked                           | 2007年7月7日   |
| ○    | ギャレット・デイヴィス       | 1R 2:35 チョークスリーパー | KOTC: Capital Chaos                       | 2007年3月28日  |
| ○    | ジョン・マーロウ             | 1R 4:09 腕ひしぎ十字固め   | KOTC: Freedom Fight                       | 2007年1月20日  |
| ○    | ケヴィン・マンダーソン       | 1R 1:25 チョークスリーパー | APEX: A Night of Champions                | 2006年10月14日 |
| ○    | マーク・コランジェロ         | 1R終了時 TKO（棄権）       | TKO 15: Unstoppable                       | 2004年2月28日  |

## 獲得タイトル
- ADCC 2007北米予選 77kg未満級 優勝（2007年）

## 表彰
- ブラジリアン柔術 黒帯
- 空手 黒帯
- UFC サブミッション・オブ・ザ・ナイト（2回）